# Buntkicktgut

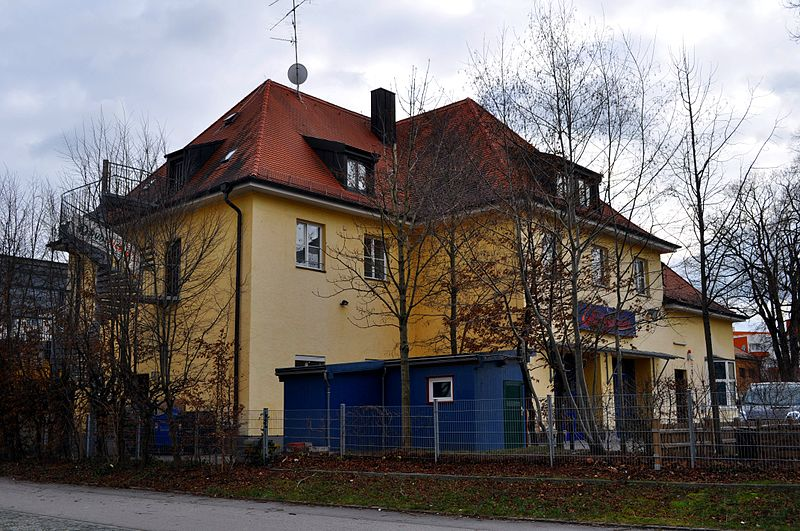
Vista de la oficina de buntkicktgut en Theresienwiese

buntkicktgut (o Bunt kickt gut) buntkicktgut es una asociación sin ánimo de lucro creada en Alemania que trabaja para niños y jóvenes a través de una liga intercultural de fútbol callejero. Pionero en Europa ,  esta organización sin ánimo de lucro reúne a través del fútbol a niños, jóvenes y adultos de diferentes culturas y perfiles socioeconómicos gracias a una innovadora red de trabajo. Este enfoque permite envolver a niños y jóvenes durante todo el año ya sea verano o invierno, a través de continuas ligas en diferentes categorías según la edad de cada participante. Con su especial forma de participación, integración e identificación, buntkicktgut se nutre del poder del fútbol callejero para mejorar las expectiativas sociales de jóvenes y niños basádondose en la premisa de que el fútbol es un lenguaje entendido universalmente .
Esta iniciativa se ha propuesto a sí misma el objetivo de acoger a personas de diferentes aspectos culturales, sociales, étnicos y religiosos a través de su implicación no solo como participantes externos sino como organizadores. Además de la principal sede en Múnich, encontramos otras ligas callejeras siguiendo el modelo original de buntkicktgut en Berlín, Dortmund, Düsseldorf, Wurzburgo, Baja Baviera; Basilea en Suiza y Sokodé en Togo.

## Origen
buntkicktgut se fundó en el año 1996 tras el éxodo masivo de refugiados que llegaron a Múnich durante la guerra de los Balcanes. La iniciativa surge a partir de tres trabajadores sociales que realizaban sus labores para refugiados en aquel momento – el geógrafo Rüdiger Heid así como los estudiantes Memo Arikan y Hans Peter Niessner. Con la creación de los equipos “Harras Bulls” y “Weigl Heroes” provenientes de un campamento de refugiados se dio el comienzo de la primera liga, en la categoría sub-14. La liga de refugiados fue creciendo con la llegada de nuevos equipos siendo desde 1998 conocida bajo el nombre de buntkicktgut. .

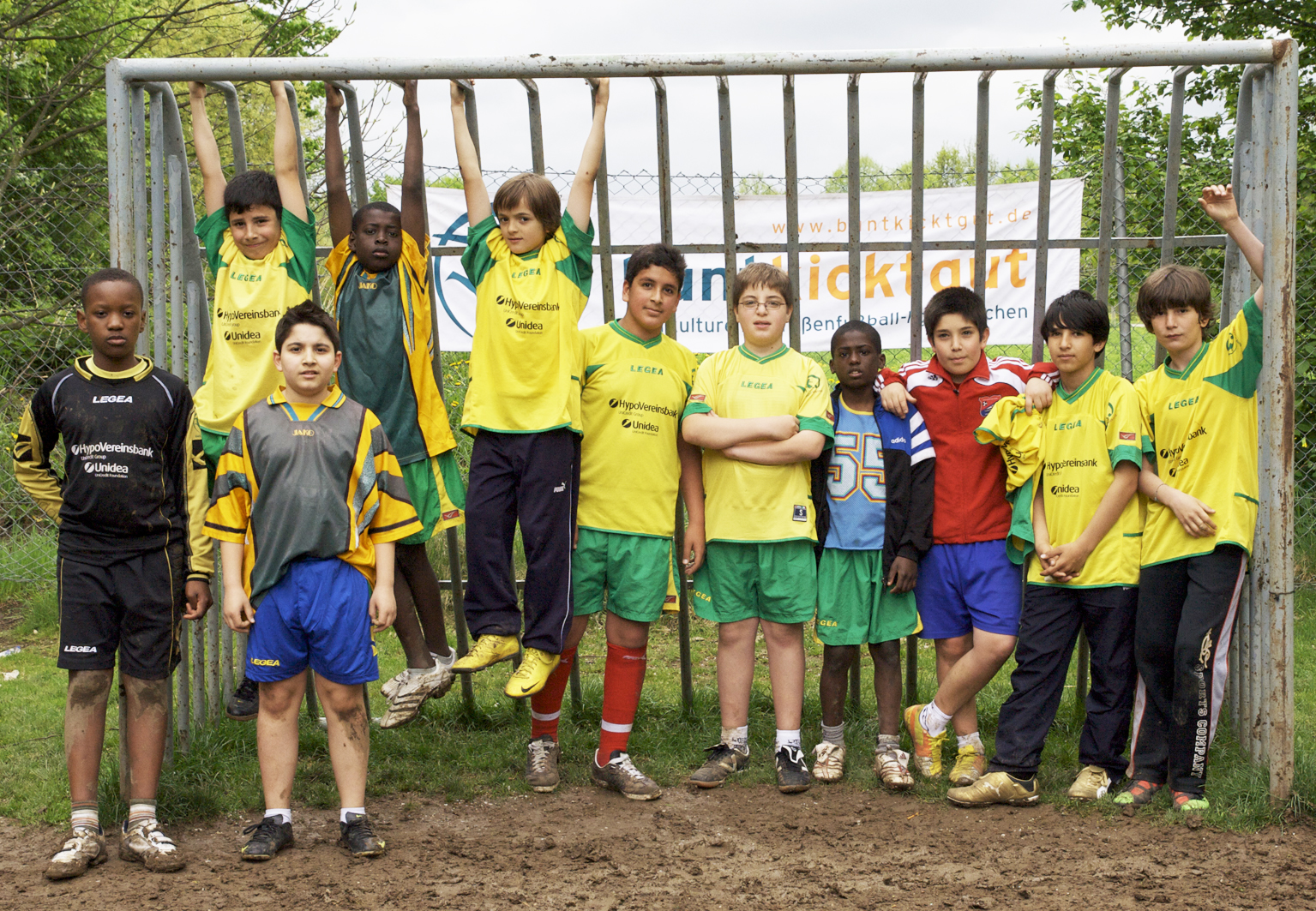
El equipo “Harras Boys” de Múnich – Cada año más de 250 equipos participan en las ligas callejeras

Construido según la visión del cofundador, Rüdiger Heid, el proyecto se expandió de tal manera que actualmente en Múnich hay una red de más de 2500 participantes y más de 200 equipos de 100 nacionalidades diferentes (acorde a datos de 2015). La mayoría de países y regiones representados reflejan el origen del proyecto: desde la antigua Yugoslavia (Bosnia y Herzegovina, Kosovo, Serbia y Croacia) hasta Kurdistán, Afganistán, Irak, Irán, Siria, Palestina, Angola, Togo, República Democrática del Congo, Nigeria, Tanzania, Etiopía, Somalia, Sri Lanka y Vietnam. En la actualidad, junto a todas estas nacionalidades, ha habido un incremento de participantes emigrantes provenientes de países de la Unión Europea (Turquía y Europa del Este).
Estas ligas, originalmente apoyadas por el departamento de Refugiados de la ciudad de Múnich y ahora por “Initiativgruppe” (Interkulturelle Begegnung und Bildung e.V) están firmemente consolidadas siendo desarrolladas en otras ciudades y comunidades.
Así pues, a través de una fuerte cooperación con estas instituciones, una red de difusión ha sido desarrollada junto a aquellos agentes que favorecen el trabajo social de la comunidad (Kreisjugendring; AWO; Caritas; Diakonie; Condrobs; Bildungszentren; Kinder- und Mutterschutz e.V.; Verein für Sozialarbeit e.V.) envolviendo también a todos los Gobiernos relevantes (Departamento para la Escolarización; Departamento de Juventud; Departamento de Salud y Medio Ambiente; Departamento de Trabajo; Consejería de Extranjería y Comité Regional).

## Objetivo
A través del fútbol, los niños y jóvenes tienen la oportunidad de entrar en contacto con jóvenes alemanes procedentes de otras culturas. Además de la prevención del crimen juvenil y de la violencia, el objetivo del proyecto es abrir perspectivas y apoyar fundaciones educativas para jóvenes que crecen con dificultades sociales o económicas. Al ser un deporte colectivo, las actuaciones en el fútbol, sirven como catalizador para rebajar la agresión y frustración, mientras se mejora la interacción social y la cooperación. En buntckicktgut, los niños aprenden a aceptar otro enfoque u opinión de su situación en la vida respecto a su trasfondo cultural. A través del ocio y de la competitividad, los valores básicos se basan en el juego limpio, la tolerancia, la participación y la no violencia. Estos valores son promovidos por parte del trabajador de fútbol callejero (Street Football Worker en inglés) a través de su rol basado en una actitud ejemplarizante de sus acciones.
.

## Ligas
Las ligas constituyen el pilar fundamental del programa pedagógico de buntkicktgut. El trabajo con los niños y jóvenes se estructura anualmente alrededor de este sistema. La liga intercultural de buntkicktgut de Múnich se divide según las edades en diferentes categorías: sub-11, sub-13, sub-15, sub-17, femenino  y sénior; es decir, se puede jugar desde los 7 años de edad hasta edades adultas. Respecto a las chicas, éstas pueden jugar en cualquier categoría independientemente de su edad sin haber restricción del número de participantes femenino en un equipo. Incluso se puede jugar de manera mixta, chicas y chicos en el mismo equipo. Así pues, la liga regular se divide en dos subligas: la liga invernal y la liga veraniega. Los partidos se llevan a cabo (dependiendo del condicionante climatólogico) en distintos espacios públicos de la ciudad de Múnich, en pistas deportivas al aire libre pertenecientes a clubes privados o en pabellones deportivos. La liga, ya sea de inverno o de verano, comienza como una fase de clasificación para la denominada “Liga de campeones” que desde abril de 2006 sigue el lema “muéstranos tu cancha” jugándose por todo Múnich. Se juega al menos un torneo cada semana y cada equipo juega, al menos, una vez como local decidiendo en ese caso cuándo serán los partidos así como proporcionar ayuda en la organización de los mismos. Eso sí, siempre tras la batuta y dirección del equipo de buntkicktgut. Cada jornada (Spieltag en alemán, Matchday en inglés) consta de varios enfrentamientos entre los equipos presentes dicho día: los resultados obtenidos suman unos determinados puntos a la clasificación final que determinará qué equipos juegan la fase final de la liga de campeones como colofón a la liga de invierno o de verano. Respecto a Múnich, solamente en la temporada de 2014 se dieron más de 200 jornadas con un total de 2524 partidos jugados en las diferentes pistas y parques de la ciudad. Un total de 159 equipos participaron en las diferentes categorías (sub-11, sub-13, sub-15, sub-17, femenino y sénior) por toda la ciudad. Durante el transcurso del año, se dieron también 1091 entrenamientos, en los que alrededor de 2500 niños participaron. A escala nacional, más de 4000 niños y jóvenes participaron en buntkicktgut, protagonizando más de 50 sesiones de entrenamiento cada semana y más de 250 días de partido al año.

## Participación

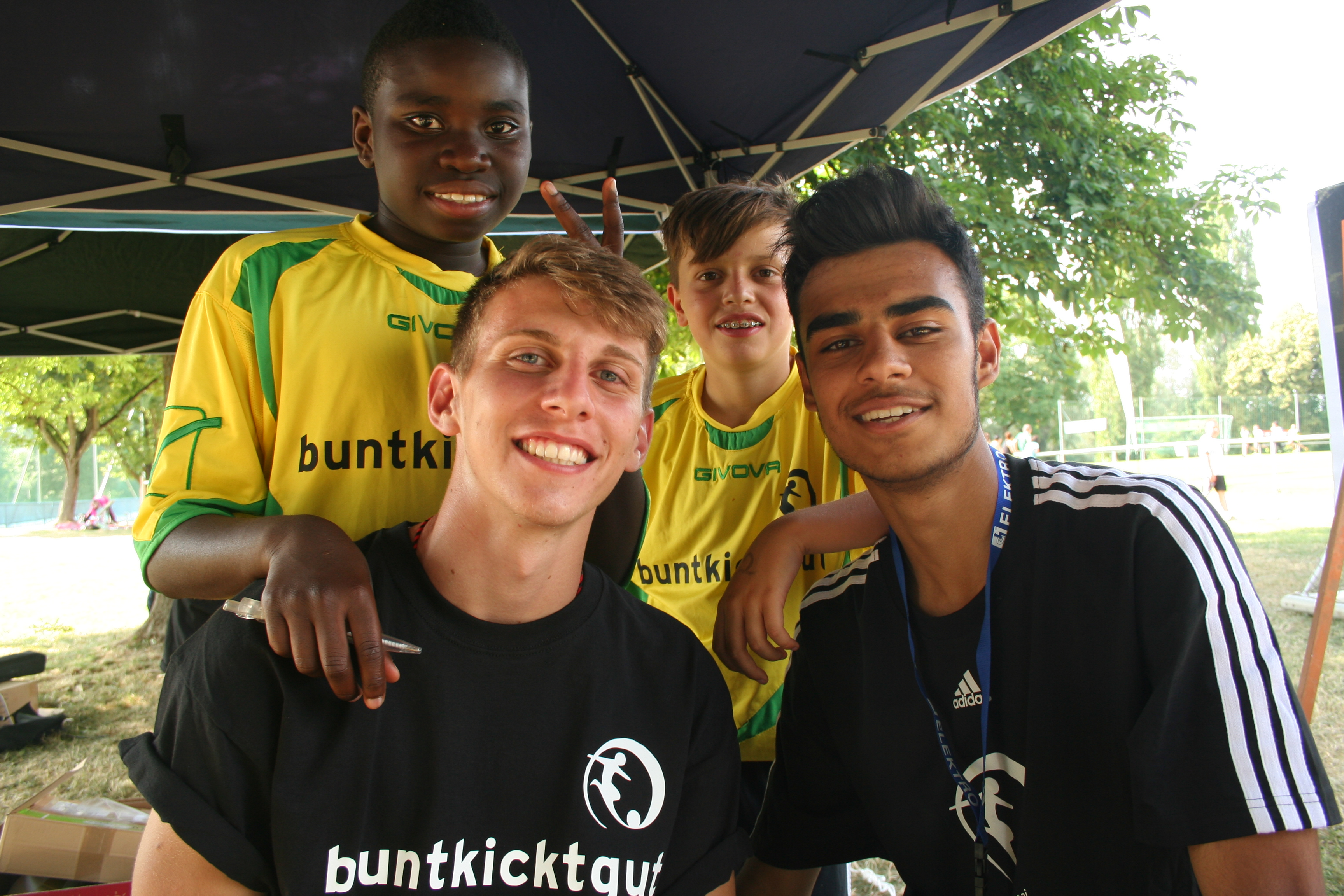
Los preparados trabajadores de fútbol callejero son responsables de los jóvenes participantes y ofrecen entrenamientos abiertos

El segundo pilar básico del programa es la actividad envolvente y participación de los jóvenes resultando clave para llevar a cabo los diferentes procesos. Según las palabras de Rüdiger Heid:  “buntkicktgut es una liga callejera de fútbol para niños y jóvenes la cual es protagonizada por niños y jóvenes. Además de los goles y el juego en la cancha, se trata de tomar responsabilidades sobre sí mismos, sobre su propio equipo y la liga”. Este concepto fundamental de buntkicktgut se divide en seis áreas fundamentales:

### Street Football Work
En barrios con conflictos sociales, los trabajadores de fútbol callejeros entrenan a equipos y difunden la filosofía de buntkicktgut: juego limpio, tolerancia, participación y no violencia. Los trabajadores de fútbol callejero son mayormente jóvenes que conocen el funcionamiento de las ligas desde dentro, juegan al fútbol por su cuenta y tienen la experiencia suficiente para superar las dificultades sociales que se presenten.

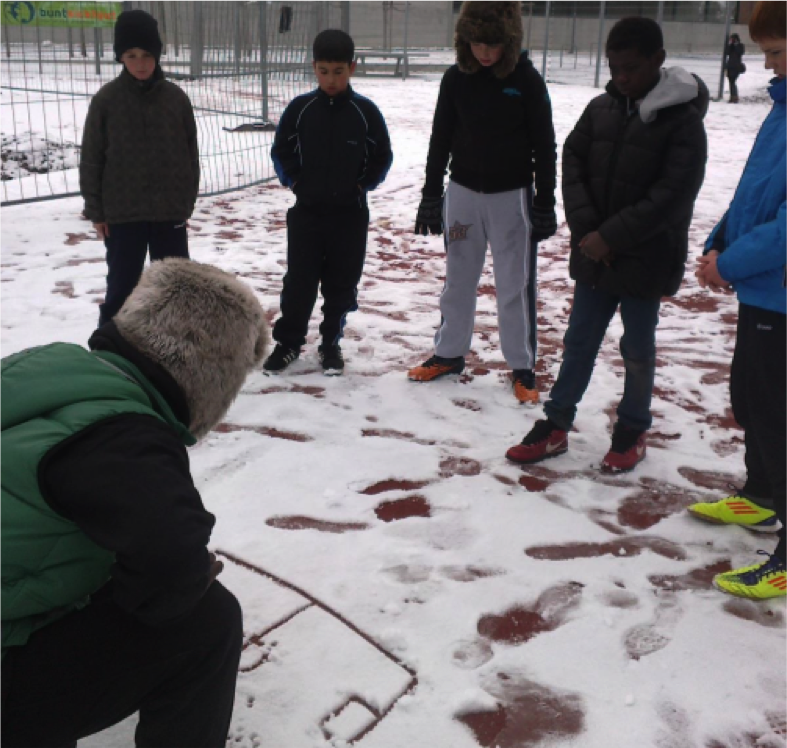
Las sesiones de entreno son llevadas a cabo por los trabajadores de fútbol callejero al menos una vez a la semana durante todo el año

Con el programa de “fútbol callejero” –Street Football Work en inglés-, y al que le sigue el “trabajo de fútbol escolar” –School Football Work-, buntkicktgut ofrece sesiones abiertas de entreno en áreas públicas y parques de la localidad. Los trabajadores de fútbol callejero son personas activas en su propio barrio y emprenden valores de responsabilidad entre los participantes. Cada trabajador de fútbol callejero (Street Football Worker) ofrece entrenos regulares cada semana en un horario fijo para grupos de entre 8 y 12 jugadores. Estos equipos participan, a su vez, en las ligas de buntkicktgut durante todo el año, ya sean en las mencionadas liga de verano o de invierno. Un importante componente de este proyecto es la organización de las ligas, los equipos y la comunicación (a través por ejemplo de redes sociales) con el capitán de cada equipo para el correcto funcionamiento de los entrenamientos y posteriores días de partido. Esta constante comunicación y organización hace que las ligas sean dinámicas y mantengan a todas las partes motivadas como el primer día.
A la cabeza de estas ligas y entrenos desarrollados regularmente, podemos encontrar además, diferentes eventos, campus o torneos realizados de manera extraordinaria durante el año.

### Consejo de la liga

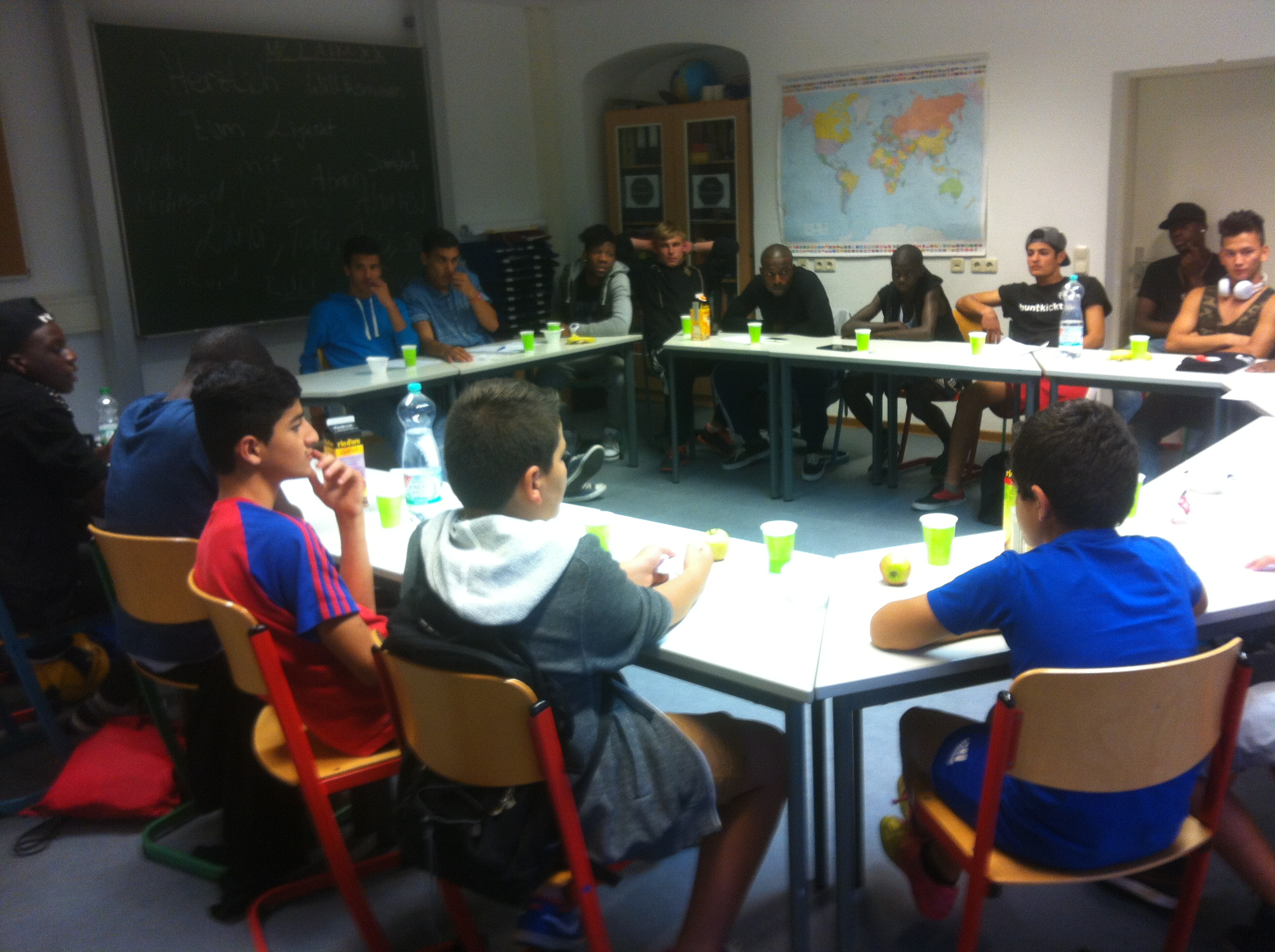
En el Consejo de la Liga de buntkicktgut todos los conflictos de las ligas son discutidos

El Consejo de la Liga crea las reglas, monitoriza la conformidad de dichas reglas por parte de los equipos participantes, resuelve conflictos y, determina prohibiciones u otras sanciones. Por ejemplo, en Múnich, el Consejo de la Liga está compuesto por los árbitros oficiales de buntkicktgut que han completado satisfactoriamente la formación necesaria para poder arbitrar. En condiciones normales (una o dos veces al mes) ellos se aseguran de mantener el correcto desarrollo de la liga, de dirigir responsabilidades y actuar consecuentemente. El Consejo de la Liga también tiene el objetivo de mejorar la identificación con otros agentes mediante la participación y a partir de ahí crear un mejor entendimiento sobre los problemas de las diferentes ligas.

### Diario buntkicker
La revista de fútbol callejero “buntkicker” es publicada por un joven equipo editor tanto de manera en línea como impresa. No solo sirve para formar una identidad sino que además es una herramienta de carácter educativo. En la revista se incluyen análisis de partidos, entrevistas, fichas de jugadores y equipos así como comentarios e informes sobre importantes temas que afectan a los jóvenes que forman parte de buntkicktgut. El hecho de unirse al equipo editorial promueve la creatividad, ofrecen una gran oportunidad a aquellos jóvenes que quieren mejorar sus habilidades lingüísticas y favorecen el correcto uso de redes sociales como Facebook y Youtube . Así pues, estos jóvenes editores se acercan a un primer contacto con el mundo editorial adquirendo importantes herramientas para dicho trabajo como son el uso de ordenadores, Internet y las tecnologías de la información y la comunicación (TIC).

### Campus de aprendizaje

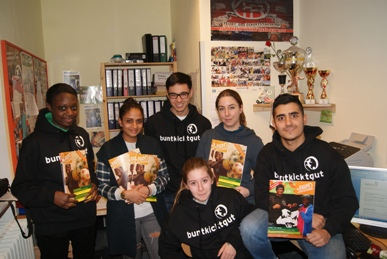
El compromiso a través del trabajo editorial – el equipo editor de la revista “buntkicker”

Además de las continuas ligas desarrolladas durante todo el año, buntkicktgut ofrece diferentes programas para los períodos vacacionales, ya sea verano, Navidad o Semana Santa; contando con la ayuda de otros agentes colaboradores. 
Por ejemplo, el programa “buntkochgut” (traducido del alemán como lo multicolor cocina bien)  es un taller de alimentación relacionado con el fútbol en el cual niños de 11 a 13 años cocinan juntos aprendiendo a cocinar y a comer sano. Adicionalmente, se cuenta con especialistas en nutrición ya que estos Campus de aprendizaje son llevados a cabo por personas con experiencia en la materia. Otro programa realizado por buntkicktgut es el lingüístico basado en el idioma alemán. Se trata de un esquema de desarrollo del lenguaje para niños de Educación Primaria con beneficios para aquellos de origen migrante. Este proyecto combina el desarrollo de la lengua junto al fútbol en una experiencia real de aprendizaje. Así pues, se puede decir que para este proyecto lingüístico el objetivo primordial es detectar y prevenir la formación de una brecha en el desarrollo de las habilidades relacionadas con el lenguaje entre los nativos teutones y los niños que aún no dominan la lengua alemana .

### Árbitros
Como ya se mencionó anteriormente en el apartado “Consejo de la liga”, los jóvenes que quieran participar en buntkicktgut lo pueden hacer como árbitros para los partidos y torneos. El curso específico de buntkicktgut para árbitros consiste de dos sesiones en dos diferentes días culminándose con la realización de un examen escrito. 
En este sentido, las reglas durante un partido de fútbol se hacen cumplir por parte de jóvenes árbitros que son prácticamente de la misma edad que los jugadores. Así pues, buntkicktgut considera que los árbitros tienen una importante función como mediadores antes, durante y tras el partido. Es decir, los jóvenes aprenden cómo lidiar con la responsabilidad de dirigir un partido de fútbol, a dejar las diferencias étnicas a un lado y a arbitrar de manera justa y objetiva siendo imparciales ante cualquier situación.

### Equipos representativos

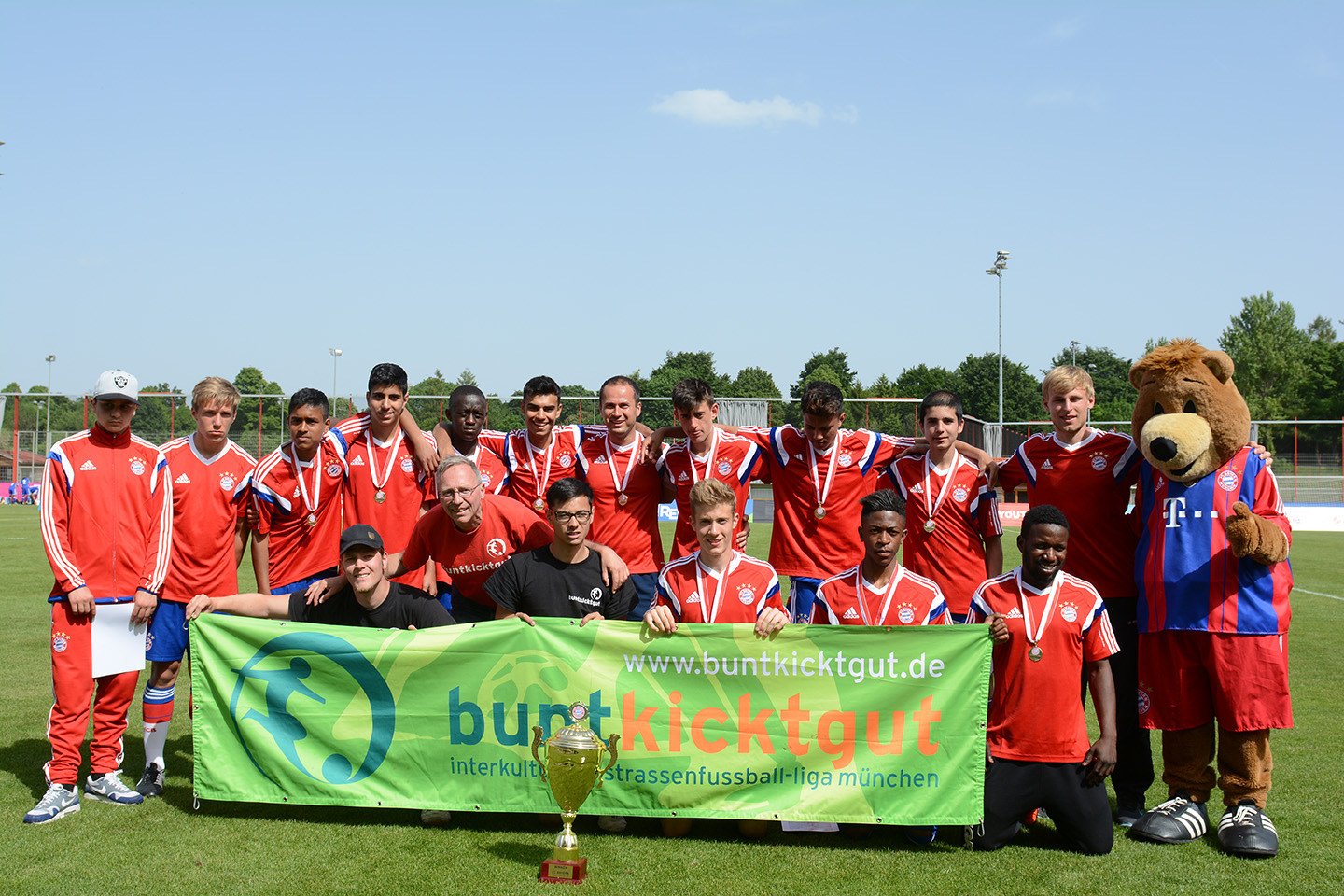
El equipo representativo de buntkicktgut “Selección de Alemania” se proclamó campeón mundial de la FC Bayern Copa Juvenil de 2014

Los jugadores con valores y comportamiento cívicos tienen la oportunidad de jugar en los equipos representativos de buntkicktgut en torneos o partidos extraordinarios en los que la asociación buntkicktgut ha sido invitada a participar. En este caso, se cuenta con el FC Intercultural el cual a lo largo del año tiene la posibilidad de participar en campeonatos de toda Alemania además de Múnich. Además, esto también se da en cada ciudad dónde buntkicktgut tiene sede, es decir, un equipo representativo que compite en eventos, festivales y torneos internacionales como por ejemplo la conocida FC Bayern Youth Cup jugada en el Allianz Arena .

### Ética de puertas abiertas
Las oficinas en el antiguo edificio de bomberos al oeste de Múnich suponen un punto de encuentro para la participación tanto de jugadores activos como inactivos. Es decir, tanto el pasado como el futuro teniendo en cuenta que buntkicktgut lleva desde 1996 en activo. No importa qué razón los trae aquí, la oficina siempre está dispuesta a recibir a niños y jóvenes. La participación de estos jóvenes cumple con las tareas organizativas y proporciona un servicio educacional por parte de los dinamizadores. La ética de puertas abiertas remueve la barrera entre entrenadores y jugadores y, promueve una interacción directa con los niños. Como resultado, los jóvenes llegan a conocer la rutina diaria y organización de un ambicioso y dinámico proyecto social como es buntkicktgut, tanto por dentro como por fuera.

### Trabajo con refugiados

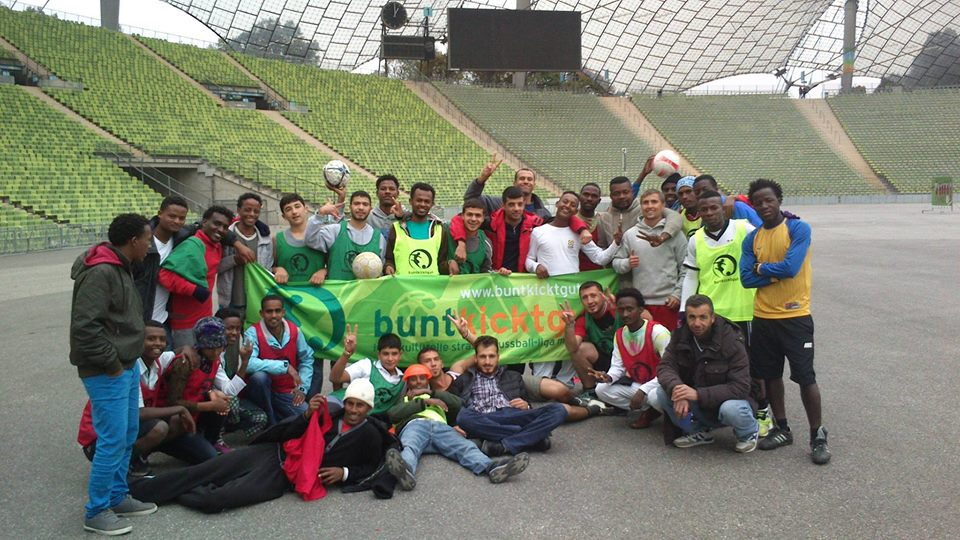
buntkicktgut ofrece hasta 30 sesiones de entreno solamente para refugiados en Múnich. Aquí vemos a un grupo de refugiados en el Estadio de Olimpia de Múnich

Un objetivo que buntkicktgut ha superado con creces durante estos 20 años (ver el apartado Orígenes) es dar a los niños y jóvenes un espacio para jugar y desarrollar esta liga intercultural callejera . Es un espacio para divertirse que ofrece una vía de escape de la rutina diaria del campamento de refugiados y de las situaciones dramáticas que supone el escape de sus países de origen . Se fomenta la diversión en el día a día de los jugadores, se crean lazos de confianza y, mediante el trabajo de los trabajadores de fútbol callejero, en inglés Street Football Worker (SFW), se construye confianza. Muchos de los SFWs son de origen inmigrante por lo que conocen realmente qué se siente al estar en un país ajeno y poseen una importante empatía de cara al trabajo con estos refugiados . Los trabajadores de fútbol callejero organizan y dirigen los entrenamientos para los refugiados . Tanto en Múnich como en localidades cercanas, 30 sesiones de entreno son llevadas a cabo involucrando de 400 a 600 refugiados. Mayormente son refugiados menores de edad sin padres (URMs son sus siglas en inglés). Además, en las otras localizaciones de buntkicktgut como son Berlín, Dortmund, Düsseldorf y Baja Baviera (Straubing, Dingolfing y Landshut), los trabajadores de fútbol callejero están experimentando un incremento de demanda de programas deportivos por parte de los jóvenes inmigrantes .

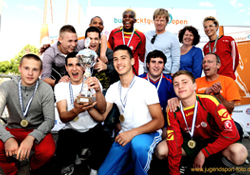
El abierto de buntkicktgut en 2009 – ceremonia de presentación con el famoso portero alemán Oliver Kahn

## Eventos

### Torneos

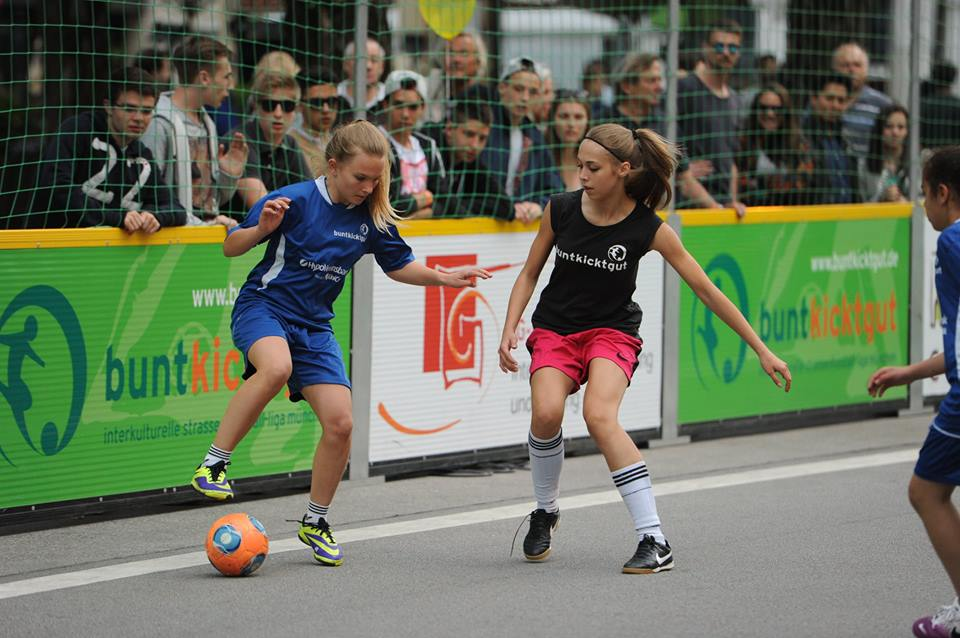
Dos participantes en el abierto de buntkicktgut: Copa Unicredit 2015 en la céntrica Leopoldstrasse de Múnich

Además de las ligas regulares, buntkicktgut organiza diferentes torneos cada año en los cuales se ofrece la posibilidad de participar a equipos con jugadores de todas las edades incluso si no forman parte de estas ligas regulares. A continuación se mencionan algunos de los cuales están englobados bajo el nombre de  “Open de buntkicktgut” entre los que se incluyen: la Copa Unicredit (Calle Säbener 2009, Parque de Olimpia 2010, Königsplatz 2011, Final de la UEFA Champions League 2012 ,  Corso Leopold como parte del Festival Streetlife (“Meet the Street”) 2013, Corso Leopold/Streetlife Festival en cooperación con Terre Des Hommes (Kinder.Straße.Raum.)
Igualmente en 2013 buntkicktgut llevó a cabo torneos como parte del sexto aniversario de la Red de Fútbol Callejero.
A su vez, en mayo de 2015 los ganadores del abierto de buntkicktgut en el Corso Leopold de Múnich se clasificaron para “Road to Berlin”, compitiendo en la “Champions Cup” en el Jardín del Ministerio de Berlín con motivo de la celebración de la final de la Liga de Campeones entre el FC Barcelona y la Juventus de Turín . Ese mismo mes también fue escenario de la CrosscultureCup ,  jugada en la Puerta de Brandeburgo durante la ya mencionada “Champions Week” en la cual políticos, celebridades, jugadores profesionales y jugadores de buntkicktgut participaron .
La organización de torneos y eventos para ocasiones especiales como festividades festivales o festivos oficiales dan a los jugadores la oportunidad de ganar experiencia y relacionarse con niños y jóvenes de otros círculos distintos a los conocidos. Igualmente, se extrapola todo esto hacia los árbitros oficiales de buntkicktgut, quiénes forman parte de todos estos eventos, ya sean locales en Múnich o nacionales, incluso para la “PlayStation Junior Soccer Cup Series” de 2013, 2014 y 2015 llevadas a cabo en Stuttgart .

### Campus de verano y movilización juvenil
Campus, excursiones, viajes e intercambios culturales ofrecen a los niños y jóvenes de buntkicktgut la oportunidad de “mirar más allá de la punta de su propia nariz”, así como abrir sus horizontes y estar en contacto con nuevas realidades. Estas excursiones suponen también una esfera irremplazable de aprender a aprender. Ejemplos claros son los campus de verano realizados que fueron cofinanciados por la Unión Europea e iniciativas locales en 2011 (Lepoglava, Croacia), en 2012 (Katy Wroclawskie, Polonia), en 2013 (Subotica, Serbia), en 2014 (Szombathely, Hungría), en 2015 (Carcassonne, Francia) y en 2016 (Lutherstadt Eisleben, Alemania) .

### Deporte y desarrollo

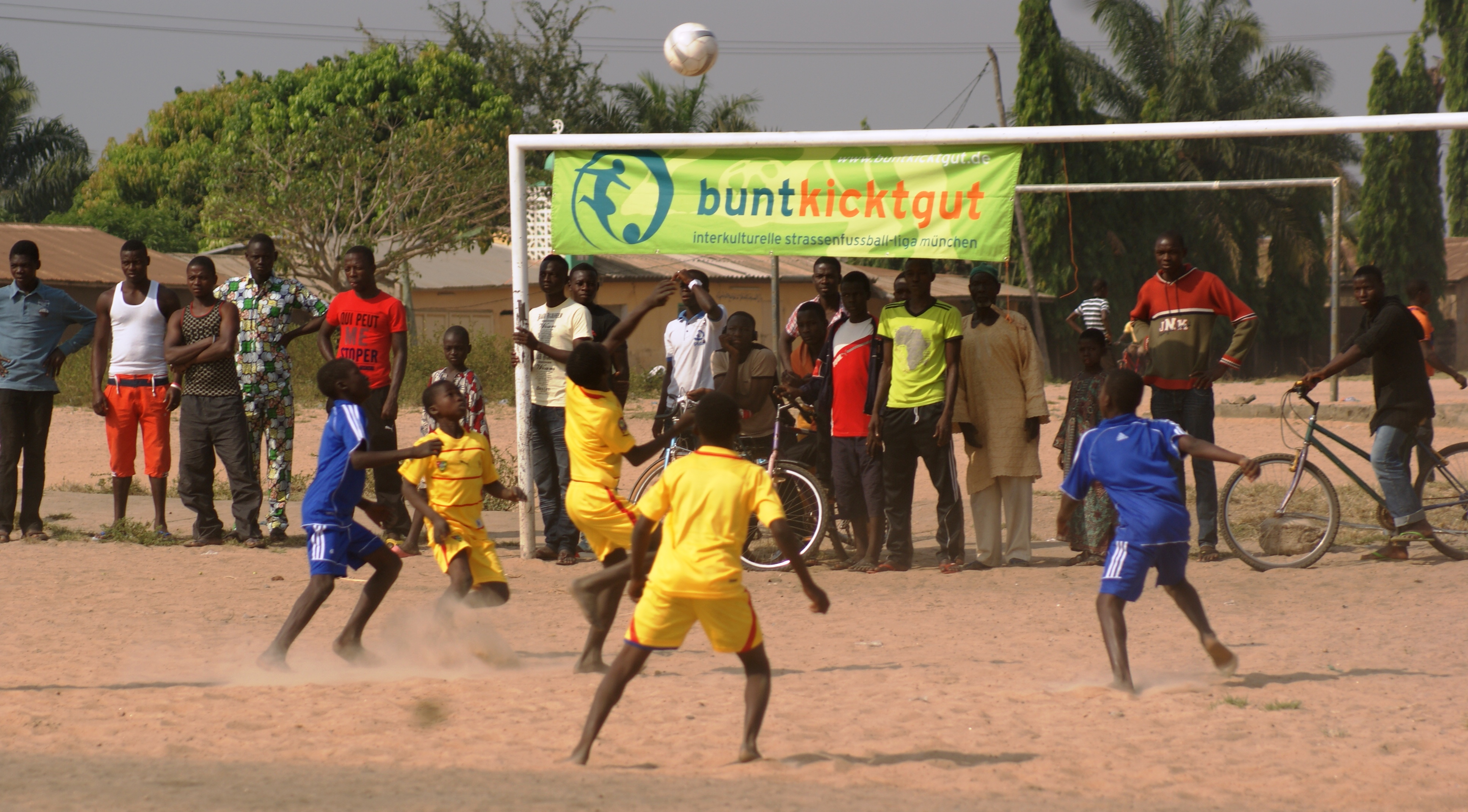
Jugando con otros miembros en su país de origen – buntkicktgut en la “Copa de la Amistad en Sokodé”, Togo

buntkicktgut apoya a sus jugadores no sólo en Alemania sino también se compromete a hacerlo en los países de origen de sus propios participantes. El potencial de colaboración con organizaciones migrantes y con organizaciones civiles en Alemania y otros países es inmensa porque los jóvenes envueltos en ellas cumplen un modelo de rol real y tangible, ya sea en Alemania o en su ciudad de origen . Un claro ejemplo de ello se explica a continuación: desde 2010 buntkicktgut ha estado implicado de manera activa en la ciudad togolesa de Sokodé , al Oeste de África. Sokodé es la ciudad de origen de Oussman Kofia que llegó como un joven de 12 años jugando para buntkicktgut y que ahora es parte imprescindible de la plantilla de trabajadores de buntkicktgut en Múnich. Así pues, desde 2011, el equipo de buntkicktgut viaja una vez al año hacia Togo para conocer las raíces de Oussman dentro del programa conocido como “Festekpé” y participando en el torneo de fútbol llamado “Coupe de l´amitié” . Junto a su padre Bagna, ambos jugaron un importante rol fundando la Comisión del Deporte y Desarrollo en Sokodé. Y es que desde 2015 Sokodé es una de las localizaciones oficiales de buntkicktgut .

## Resultados
Acorde a la visión de buntkicktgut, el fútbol es una herramienta que habilita a jóvenes para el éxito. A través de la participación activa, los jugadores de buntkicktgut aprenden las reglas del fútbol, a cómo ser respetuosos, y a cómo manejarse para resolver conflictos. Desde 1997, más de 40.000 niños y jóvenes de más de 100 países diferentes han participado en este proyecto. Además, el concepto y los métodos se cimientan desde el principio de que los niños puedan aprender de otros niños de mayor edad. Los niños de edades más adultas son entrenados para que puedan ser responsables de otros niños de menor edad. 
Las ligas ofrecen un lugar dónde los conflictos pueden ser tratados ya que se dan en un contexto controlado por lo que existe un mecanismo de resolución de conflictos que ayuda a tratar dichas dificultades, en lugar de otro lugar que podría ser incontrolable. El fútbol callejero es trabajado para disminiur y erradicar los malos comportamientos .

## Reconocimientos y premios
En diciembre del 2000 buntkicktgut fue galardonada con la “Münchner Lichtblicke” (Rayo de luz muniqués) . Este premio fue concedido por el alcalde Christian Ude, Lichterkette e.V. y la Oficina de Extranjería de Múnich. En agosto de 2002, el proyecto recibió el primer premio de la Competición de Integración  “Putting Words into Action”, concedido por el presidente Johannes Rau en el Castillo de Bellevue . En 2007, buntkicktgut ganó el Premio de Integración de la Asociación Alemana de Fútbol y Mercedes-Benz. En 2012, esta vez en Dortmund, dicha delegación de buntkicktgut fue también galardonada con el Premio a la Integración por parte de la Asociación Alemana de Fútbol y Mercedes-Benz . En diciembre de 2014, buntkicktgut fue distinguida por la Agencia Federal de Educación Política como un ejemplo de cómo trabajar de manera activa para la Democracia y Tolerancia . En 2015, Dirk Nowitzki (jugador profesional de baloncesto) premió a buntkicktgut con la acreditación de patrocinador oficial de su empresa PHINEO .

## Nuevas localizaciones / sedes
La marca para el trabajo con niños y jóvenes desarrollada por buntkicktgut está siendo imitada en otras comunidades a rango nacional partiendo de la base del modelo muniqués. Por encima de todo, la educación de los trabajadores de fútbol callejeros estará centralmente coordinada a través de la misma red. Actualmente buntkicktgut es activa en Múnich, Düsseldorf, Dortmund, Berlín (Kreuzberg y Barrio de Neukölln), Basilea (Suiza) , Wurzburgo y Baja Baviera (Straubing, Dingoldinf, Landshut) .

## Patrocinio

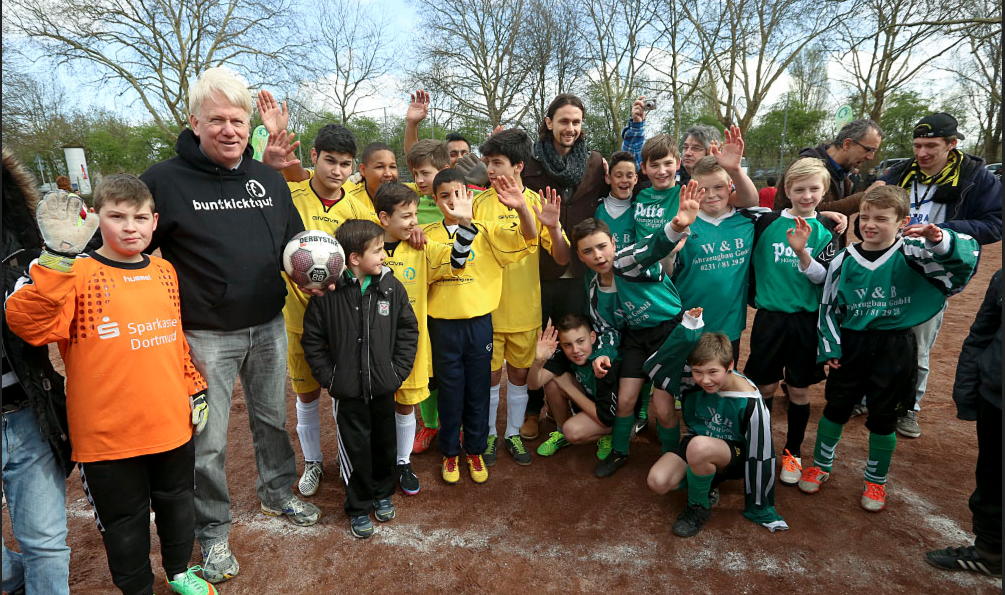
En buntkicktgut Dortmund, Neven Subotić es un patrocinador activo – aquí lo vemos en la apertura de la temporada en el barrio de Nordstadt

Oliver Kahn fue un patrocinador activo de buntkicktgut desde 2005 hasta 2010. Actualmente, el jugador del Bayern de Múnich Jérôme Boateng forma parte del proyecto buntkicktgut . Otro importante embajador es el jugador del Borussia de Dortmund Neven Subotić en buntkicktgut Dortmund. Por su parte, en Berlín, Dilek Kolat, Senador de Trabajo, Integración y Mujeres, actúa como embajador de buntkicktgut. Y, además del mencionado, el alcalde de Neukölln, el Dr. Franziska Giffey; el Consejero Jan-Christoph Rämer (Consejero local para Educación, Escuelas, Cultura y Deporte de Neukölln) y el Consejero Falko Liecke (Consejero de Juventud y Salud) son embajadores de la liga de fútbol callejero en Neukölln, Berlín.